# الذكاء الاصطناعي وحقوق النشر
أثار التقدم السريع في نماذج الذكاء الاصطناعي التوليدي القائم على التعلم العميق في عشرينيات القرن الحادي والعشرين تساؤلات حول ما إذا كان انتهاك حقوق الطبع والنشر يحدث عند تدريب الذكاء الاصطناعي التوليدي أو استخدامه. يتضمن ذلك نماذج تحويل النص إلى صورة مثل Stable Diffusion والنماذج اللغوية الكبيرة مثل شات جي بي تي. اعتبارًا من عام 2023، هناك العديد من الدعاوى القضائية الأمريكية المعلقة التي تتحدى استخدام البيانات المحمية بحقوق الطبع والنشر لتدريب نماذج الذكاء الاصطناعي، حيث يجادل المدعون بأن هذا يندرج تحت الاستخدام العادل.
تدرب نماذج التعلم العميق الشائعة على كميات كبيرة من الوسائط المستخرجة من الإنترنت، وغالبًا ما تستخدم مواد محمية بحقوق الطبع والنشر. عند تجميع بيانات التدريب، قد ينتهك تحديد مصادر الأعمال المحمية بحقوق الطبع والنشر الحق الحصري لصاحب حقوق الطبع والنشر في التحكم في إعادة الإنتاج، ما لم تكن مشمولة بالاستثناءات في قوانين حقوق الطبع والنشر ذات الصلة. بالإضافة إلى ذلك، قد يؤدي استخدام مخرجات النموذج إلى انتهاك حقوق التأليف والنشر، وقد يتهم منشئ النموذج بالمسؤولية غير المباشرة وتحميله المسؤولية عن انتهاك حقوق الطبع والنشر.

## حالة حقوق الطبع والنشر للأعمال المنشأة بواسطة الذكاء الاصطناعي.
نظرًا لأن معظم الولايات القضائية القانونية تمنح حقوق الطبع والنشر فقط للأعمال الأصلية التي ألفها مؤلفون بشر، فإن تعريف الأصالة يعد أمرًا أساسيًا لحالة حقوق الطبع والنشر للأعمال المنشأة بواسطة الذكاء الاصطناعي.

### الولايات المتحدة
في الولايات المتحدة، يحمي قانون حقوق الطبع والنشر الأعمال أصلية التأليف. وقد فسر مكتب حقوق الطبع والنشر الأمريكي هذا على أنه يقتصر على الأعمال التي أنشأها إنسان، ورفض منح حقوق الطبع والنشر للأعمال التي أنشئت دون تدخل بشري. اقترح البعض أن بعض أجيال الذكاء الاصطناعي قد تكون محمية بحقوق الطبع والنشر في الولايات المتحدة والولايات القضائية المماثلة إذا أمكن إثبات أن الإنسان الذي أدار برنامج الذكاء الاصطناعي مارس أصالة كافية في اختيار مدخلات الذكاء الاصطناعي أو تحرير مخرجات الذكاء الاصطناعي.
يشير مؤيدو هذا الرأي إلى أنه يمكن النظر إلى نموذج الذكاء الاصطناعي على أنه مجرد أداة (أقرب إلى القلم أو الكاميرا) يستخدمها المشغل البشري للتعبير عن رؤيته الإبداعية. على سبيل المثال، يجادل المؤيدون بأنه إذا كان من الممكن استيفاء معيار الأصالة من خلال نقر الفنان على زر الغالق في الكاميرا، فربما ينبغي للفنانين الذين يستخدمون الذكاء الاصطناعي التوليدي أن يحصلوا على احترام مماثل، خاصة إذا مروا بجولات متعددة من المراجعة لتحسين مطالبهم من الذكاء الاصطناعي ويرى مؤيدون آخرون أن مكتب حقوق الطبع والنشر لا يتخذ نهجًا تكنولوجيًا محايدًا في استخدام الذكاء الاصطناعي أو الأدوات الخوارزمية. أما بالنسبة للتعبيرات الإبداعية الأخرى (الموسيقى، التصوير الفوتوغرافي، الكتابة) فإن الاختبار الفعلي هو ما إذا كان هناك حد أدنى من الإبداع البشري أو محدودية. بالنسبة للأعمال التي تستخدم أدوات الذكاء الاصطناعي، جعل مكتب حقوق الطبع والنشر الاختبار مختلفًا، أي ما إذا كان لا يوجد أكثر من الحد الأدنى من المشاركة التكنولوجية.

يمكن رؤية هذا الاختلاف في النهج في القرار الأخير فيما يتعلق بمطالبة التسجيل التي قدمها جيسون ماثيو ألين لعمله مسرح أوبرا الفضاء الذي أنشئ باستخدام Midjourney وأداة الارتقاء. وذكر مكتب حقوق الطبع والنشر:
يرى مجلس الإدارة أن العمل يحتوي على أكثر من الحد الأدنى من المحتوى الناتج عن الذكاء الاصطناعي (AI)، وبالتالي يجب التنازل عن هذا المحتوى في طلب التسجيل. نظرًا لأن السيد ألين غير راغب في التنازل عن المواد التي أنشئت بواسطة الذكاء الاصطناعي، فلا يمكن تسجيل العمل كما تم تقديمه.
مع تزايد استخدام الذكاء الاصطناعي لإنتاج الأدب والموسيقى وأشكال أخرى من الفن، أصدر مكتب حقوق الطبع والنشر الأمريكي إرشادات جديدة تؤكد ما إذا كانت الأعمال، بما في ذلك المواد المنشأة بواسطة الذكاء الاصطناعي، تظهر طبيعة الاستنساخ الميكانيكي أو هي مظهر من مظاهر التكنولوجيا. المفهوم الإبداعي للمؤلف. نشر مكتب حقوق الطبع والنشر الأمريكي قاعدة في مارس 2023 بشأن مجموعة من القضايا المتعلقة باستخدام الذكاء الاصطناعي، حيث نصت على ما يلي:
...نظرًا لأن المكتب يتلقى ما يقرب من نصف مليون طلب للتسجيل كل عام، فإنه يرى اتجاهات جديدة في نشاط التسجيل قد تتطلب تعديل أو توسيع المعلومات المطلوب الكشف عنها في الطلب.
أحد هذه التطورات الحديثة هو استخدام تقنيات الذكاء الاصطناعي المتطورة القادرة على إنتاج مواد معبرة. تتدرب هذه التقنيات على كميات هائلة من الأعمال الموجودة مسبقًا والتي ألفها الإنسان وتستخدم الاستنتاجات من هذا التدريب لإنشاء محتوى جديد. تعمل بعض الأنظمة استجابة لتعليمات نصية للمستخدم، تسمى prompt مطالبة.

وقد يكون الناتج نصيًا أو مرئيًا أو صوتيًا، ويحدد بواسطة الذكاء الاصطناعي بناءً على تصميمه والمادة التي تدرب عليها. تثير هذه التقنيات، التي توصف غالبًا باسم الذكاء الاصطناعي التوليدي، تساؤلات حول ما إذا كانت المواد التي تنتجها محمية بموجب حقوق الطبع والنشر، وما إذا كان من الممكن تسجيل الأعمال التي تتكون من مواد من تأليف الإنسان أو من إنتاج الذكاء الاصطناعي، وما هي المعلومات التي ينبغي تقديمها إلى المكتب. من قبل المتقدمين الذين يسعون لتسجيلهم.

### المملكة المتحدة
تتضمن الهيئات القضائية الأخرى لغة قانونية صريحة تتعلق بالأعمال المنشأة بواسطة الكمبيوتر، بما في ذلك قانون حقوق الطبع والنشر والتصاميم وبراءات الاختراع لعام 1988 في المملكة المتحدة، والذي ينص على:
في حالة العمل الأدبي أو الدرامي أو الموسيقي أو الفني الذي يتم إنتاجه بالكمبيوتر، يعتبر المؤلف هو الشخص الذي يقوم بالترتيبات اللازمة لإنشاء العمل.
ومع ذلك، فإن قانون العمل المولد بالكمبيوتر بموجب قانون المملكة المتحدة يتعلق بالإبداعات المستقلة بواسطة برامج الكمبيوتر. عادةً ما يكون الأفراد الذين يستخدمون أدوات الذكاء الاصطناعي هم مؤلفو الأعمال على افتراض أنهم يستوفون الحد الأدنى من متطلبات حقوق الطبع والنشر. تتعلق اللغة المستخدمة في العمل المولد بالكمبيوتر، فيما يتعلق بالذكاء الاصطناعي، بقدرة المبرمجين البشريين على الحصول على حقوق الطبع والنشر في الإنتاج المستقل لأدوات الذكاء الاصطناعي (أي حيث لا توجد مدخلات بشرية مباشرة):
بقدر ما يكون كل إطار مركب عبارة عن عمل منشأ بواسطة الكمبيوتر، فقد قام السيد جونز بالترتيبات اللازمة لإنشاء العمل لأنه ابتكر مظهر العناصر المختلفة للعبة والقواعد والمنطق الذي يتم من خلاله إنشاء كل إطار وكتب برنامج الكمبيوتر ذي الصلة. في هذه الظروف، أنا مقتنع بأن السيد جونز هو الشخص الذي تم من خلاله اتخاذ الترتيبات اللازمة لإنشاء الأعمال، وبالتالي يعتبر المؤلف بموجب المادة 9.
تشاورت حكومة المملكة المتحدة بشأن استخدام الأدوات التوليدية والذكاء الاصطناعي فيما يتعلق بالملكية الفكرية ما أدى إلى مدونة ممارسات متخصصة مقترحة: لتقديم إرشادات لدعم شركات الذكاء الاصطناعي للوصول إلى الأعمال المحمية بحقوق الطبع والنشر كمدخل لنماذجها، بينما ضمان وجود حماية للمخرجات المولدة لدعم أصحاب الحقوق في العمل المحمي بحقوق الطبع والنشر. نشر مكتب حقوق الطبع والنشر الأمريكي مؤخرًا إشعارًا بالتحقيق وطلبًا للتعليقات بعد إرشادات التسجيل لعام 2023.